# Tour de Drenthe féminin 2010
La 4e édition du Tour de Drenthe féminin a eu lieu le 10 avril 2010. C'est la troisième épreuve de la Coupe du monde de cyclisme sur route féminine 2010. Elle est remportée par la Néerlandaise Loes Gunnewijk.

## Équipes
| Équipes féminines professionnelles (16)- Bizkaia-Durango - Cervélo TestTeam - Fenixs-Petrogradets - Gauss RDZ Ormu - Hitec Products - HTC-Columbia Women - Leontien.nl - Lotto Ladies - SC Michela Fanini Record Rox - Nederland Bloeit - Noris cycling - Red Sun Cycling Team - Tibco-To the Top - Top Girls Fassa Bortolo-Ghezzi - Valdarno - MTN Équipes nationales (6)- Allemagne - Australie - Canada - États-Unis - Grande-Bretagne - Pays-Bas |
| |

## Parcours
Le mont VAM est escaladé trois fois. Une fois au bout de 9,4 km, la seconde fois au bout de 88 km et la dernière à 12,8 km de l'arrivée.

## Favorites
Marianne Vos est la favorite, n'ayant pas encore gagné la course malgré son palmarès. La vainqueur sortante Emma Johansson est également attendue. La sprinteuse Ina-Yoko Teutenberg est également une favorite notable.

## Récit de la course
À mi-course, un groupe d'une trentaine de coureuses se détachent après un secteur forestier. Parmi elles, six font partie de la formation Cervélo. Après un regroupement, un groupe de sept coureuses sort.  Il s'agit de : Annemiek van Vleuten, Giorgia Bronzini, Charlotte Becker, Sarah Düster, Chantal Blaak, Carla Swart  et Marie Lindberg. Derrière un groupe de quatre poursuivantes : Loes Gunnewijk, Brooke Miller, Iris Slappendel et Adrie Visser part de ce qu'il reste du peloton et opère la jonction peu avant la dernière ascension du mont VAM. Elles possèdent une avance élevée et ne sont plus rejointes avant le final. À environ un kilomètre et demi du but, Loes Gunnewijk place une attaque et crée un écart. Elle n'est plus rejointe. Annemiek van Vleuten gagne le sprint du groupe devant Giorgia Bronzini.

## Classements

### Classement final
| \| Classement général \| Classement général \| Classement général \| Classement général \| Classement général \| \| Coureuse \| Coureuse \| Pays \| Équipe \| Temps \| \| ------------------ \| -------------------- \| ------------------ \| -------------------- \| ------------------ \| \| 1re \| Loes Gunnewijk \| Pays-Bas \| Nederland Bloeit \| 3 h 33 min 56 s \| \| 2e \| Annemiek van Vleuten \| Pays-Bas \| Nederland Bloeit \| + 1 s \| \| 3e \| Giorgia Bronzini \| Italie \| Gauss RDZ Ormu \| + 1 s \| \| 4e \| Charlotte Becker \| Allemagne \| Cervélo TestTeam \| + 1 s \| \| 5e \| Chantal Blaak \| Pays-Bas \| Leontien.nl \| + 1 s \| \| 6e \| Brooke Miller \| États-Unis \| Tibco-To the Top \| + 1 s \| \| 7e \| Adrie Visser \| Pays-Bas \| HTC-Columbia Women \| + 1 s \| \| 8e \| Carla Swart \| Afrique du Sud \| MTN \| + 1 s \| \| 9e \| Marie Lindberg \| Suède \| Red Sun Cycling Team \| + 1 s \| \| 10e \| Iris Slappendel \| Pays-Bas \| Cervélo TestTeam \| + 1 s \| |                      |                |                      |                 |
| |                      |                |                      |                 |
| Source : Cycling Quotient |                      |                |                      |                 |
| Classement général |                      |                |                      |                 |
| Coureuse | Coureuse             | Pays           | Équipe               | Temps           |
| 1re | Loes Gunnewijk       | Pays-Bas       | Nederland Bloeit     | 3 h 33 min 56 s |
| 2e | Annemiek van Vleuten | Pays-Bas       | Nederland Bloeit     | + 1 s           |
| 3e | Giorgia Bronzini     | Italie         | Gauss RDZ Ormu       | + 1 s           |
| 4e | Charlotte Becker     | Allemagne      | Cervélo TestTeam     | + 1 s           |
| 5e | Chantal Blaak        | Pays-Bas       | Leontien.nl          | + 1 s           |
| 6e | Brooke Miller        | États-Unis     | Tibco-To the Top     | + 1 s           |
| 7e | Adrie Visser         | Pays-Bas       | HTC-Columbia Women   | + 1 s           |
| 8e | Carla Swart          | Afrique du Sud | MTN                  | + 1 s           |
| 9e | Marie Lindberg       | Suède          | Red Sun Cycling Team | + 1 s           |
| 10e | Iris Slappendel      | Pays-Bas       | Cervélo TestTeam     | + 1 s           |

### Points attribués
| Position           | 1er | 2e | 3e | 4e | 5e | 6e | 7e | 8e | 9e | 10e | 11e | 12e | 13e | 14e | 15e |
| Classement général | 100 | 70 | 40 | 30 | 25 | 20 | 15 | 10 | 9  | 8   | 7   | 6   | 5   | 4   | 3   |

## Liste des participantes
| Légende | Légende                                                                    | Légende | Légende                                                    |
| ------- | -------------------------------------------------------------------------- | ------- | ---------------------------------------------------------- |
| Num     | Dossard de départ porté par le coureur sur ce Tour de Drenthe féminin      | Pos     | Position à l'arrivée de la course                          |
|         | Indique un maillot de champion national ou mondial, suivi de sa spécialité | NP      | Indique un coureur qui n'a pas pris le départ de la course |
| AB      | Indique un coureur qui n'a pas terminé la course                           | HD      | Indique un coureur qui a terminé la course hors des délais |

| Red Sun Cycling Team RSC | Red Sun Cycling Team RSC | Red Sun Cycling Team RSC |
| ------------------------ | ------------------------ | ------------------------ |
| Num                      | Coureuse                 | Pos                      |
| 1                        | Emma Johansson (SWE)     | 20e                      |
| 2                        | Marie Lindberg (SWE)     | 9e                       |
| 3                        | Mascha Pijnenborg (NED)  | 39e                      |
| 4                        | Inge Klep (NED)          | 47e                      |
| 5                        | Anne Arnouts (BEL)       | 55e                      |
| 6                        | Latoya Brulee (BEL)      | AB                       |

| Cervélo TestTeam CWT | Cervélo TestTeam CWT   | Cervélo TestTeam CWT |
| -------------------- | ---------------------- | -------------------- |
| Num                  | Coureuse               | Pos                  |
| 11                   | Kirsten Wild (NED)     | 14e                  |
| 12                   | Charlotte Becker (GER) | 4e                   |
| 13                   | Sarah Düster (GER)     | 12e                  |
| 14                   | Iris Slappendel (NED)  | 10e                  |
| 15                   | Regina Bruins (NED)    | 27e                  |
| 16                   | Mirjam Melchers (NED)  | 51e                  |

| Nederland Bloeit ARC | Nederland Bloeit ARC       | Nederland Bloeit ARC |
| -------------------- | -------------------------- | -------------------- |
| Num                  | Coureuse                   | Pos                  |
| 21                   | Loes Gunnewijk (NED)       | 1re                  |
| 22                   | Marianne Vos (NED) (route) | 15e                  |
| 23                   | Janneke Busser Kanis (NED) | 26e                  |
| 24                   | Annemiek van Vleuten (NED) | 2e                   |
| 25                   | Suzanne de Goede (NED)     | 44e                  |
| 26                   | Loes Markerink (NED)       | AB                   |

| HTC-Columbia Women TCW | HTC-Columbia Women TCW            | HTC-Columbia Women TCW |
| ---------------------- | --------------------------------- | ---------------------- |
| Num                    | Coureuse                          | Pos                    |
| 31                     | Ina-Yoko Teutenberg (GER) (route) | 18e                    |
| 32                     | Adrie Visser (NED)                | 7e                     |
| 33                     | Noemi Cantele (ITA)               | 13e                    |
| 34                     | Ellen van Dijk (NED)              | 21e                    |
| 35                     | Kimberly Anderson (USA)           | 49e                    |
| 36                     | Linda Villumsen (NZL) (route)     | 67e                    |

| Noris cycling NUR | Noris cycling NUR    | Noris cycling NUR |
| ----------------- | -------------------- | ----------------- |
| Num               | Coureuse             | Pos               |
| 41                | Trixi Worrack (GER)  | 57e               |
| 42                | Angela Brodtka (GER) | 56e               |
| 43                | Stephanie Pohl (GER) | 71e               |
| 44                | Jennifer Hohl (SUI)  | AB                |
| 45                | Marlen Jöhrend (GER) | AB                |
| 46                | Romy Kasper (GER)    | AB                |

| Lotto Ladies LLT | Lotto Ladies LLT             | Lotto Ladies LLT |
| ---------------- | ---------------------------- | ---------------- |
| Num              | Coureuse                     | Pos              |
| 51               | Rochelle Gilmore (AUS)       | 16e              |
| 52               | Grace Verbeke (BEL)          | 24e              |
| 53               | Veronica Andrèasson (SWE)    | 70e              |
| 54               | Annelies Van Doorslaer (BEL) | AB               |
| 55               | Vicki Whitelaw (AUS)         | AB               |

| Valdarno VAD | Valdarno VAD                   | Valdarno VAD |
| ------------ | ------------------------------ | ------------ |
| Num          | Coureuse                       | Pos          |
| 61           | Monia Baccaille (ITA) (route)  | 31e          |
| 62           | Marta Vilajosana (ESP) (route) | 53e          |
| 63           | Bridie O'Donnell (AUS)         | 69e          |
| 64           | Tania Belvederesi (ITA)        | AB           |
| 65           | Martina Corazza (ITA)          | AB           |
| 66           | Tatiana Guderzo (ITA) (route)  | AB           |

| Gauss RDZ Ormu GAU | Gauss RDZ Ormu GAU      | Gauss RDZ Ormu GAU |
| ------------------ | ----------------------- | ------------------ |
| Num                | Coureuse                | Pos                |
| 71                 | Martine Bras (NED)      | 52e                |
| 72                 | Julia Martisova (RUS)   | 23e                |
| 73                 | Giorgia Bronzini (ITA)  | 3e                 |
| 74                 | Giada Borgato (ITA)     | AB                 |
| 75                 | Elena Kuchinskaya (RUS) | AB                 |
| 76                 | Alessandra Borchi (ITA) | AB                 |

| Leontien.nl LNL | Leontien.nl LNL            | Leontien.nl LNL |
| --------------- | -------------------------- | --------------- |
| Num             | Coureuse                   | Pos             |
| 81              | Chantal Blaak (NED)        | 5e              |
| 82              | Monique van de Ree (NED)   | 22e             |
| 83              | Andrea Bosman (NED)        | 38e             |
| 84              | Lucinda Brand (NED)        | 40e             |
| 85              | Anne De Wildt (NED)        | 50e             |
| 86              | Josien van Wingerden (NED) | 65e             |

| Fenixs-Petrogradets FEN | Fenixs-Petrogradets FEN | Fenixs-Petrogradets FEN |
| ----------------------- | ----------------------- | ----------------------- |
| Num                     | Coureuse                | Pos                     |
| 91                      | Irina Molicheva (RUS)   | 34e                     |
| 92                      | Karin Aune (SWE)        | 42e                     |
| 93                      | Corine Hierckens (BEL)  | 48e                     |
| 94                      | Urtė Juodvalkytė (LTU)  | AB                      |
| 95                      | Monica Holler (SWE)     | AB                      |
| 96                      | Linn Torp (NOR) (route) | AB                      |

| SC Michela Fanini Record Rox MIC | SC Michela Fanini Record Rox MIC | SC Michela Fanini Record Rox MIC |
| -------------------------------- | -------------------------------- | -------------------------------- |
| Num                              | Coureuse                         | Pos                              |
| 101                              | Barbara Guarischi (ITA)          | 19e                              |
| 102                              | Giulia Lazzerini (ITA)           | 25e                              |
| 103                              | Alice Marmorini (ITA)            | 58e                              |
| 104                              | Serena Mensa (ITA)               | AB                               |
| 105                              | Martina Růžičková (CZE) (route)  | AB                               |
| 106                              | Nina Ovcharenko (UKR)            | AB                               |

| MTN MTW | MTN MTW                     | MTN MTW |
| ------- | --------------------------- | ------- |
| Num     | Coureuse                    | Pos     |
| 111     | Carla Swart (RSA)           | 8e      |
| 112     | Trine Schmidt (DEN)         | AB      |
| 113     | Marissa van der Merwe (RSA) | AB      |
| 114     | Lylanie Lauwrens (RSA)      | AB      |
| 115     | Robyn de Groot (RSA)        | AB      |

| Tibco-To the Top TIB | Tibco-To the Top TIB      | Tibco-To the Top TIB |
| -------------------- | ------------------------- | -------------------- |
| Num                  | Coureuse                  | Pos                  |
| 121                  | Brooke Miller (USA)       | 6e                   |
| 122                  | Emma Mackie (AUS)         | 45e                  |
| 123                  | Joanne Kiesanowski (NZL)  | 46e                  |
| 124                  | Ruth Corset (AUS) (route) | 63e                  |
| 125                  | Megan Guarnier (USA)      | AB                   |
| 126                  | Devon Haskell (USA)       | AB                   |

| Hitec Products-UCK HPU | Hitec Products-UCK HPU     | Hitec Products-UCK HPU |
| ---------------------- | -------------------------- | ---------------------- |
| Num                    | Coureuse                   | Pos                    |
| 131                    | Sara Mustonen (SWE)        | 32e                    |
| 132                    | Isabelle Söderberg (SWE)   | 43e                    |
| 133                    | Frøydis Meen Wærsted (NOR) | 62e                    |
| 134                    | Tone Hatteland Lima (NOR)  | AB                     |
| 135                    | Jacqueline Hahn (AUT)      | AB                     |
| 136                    | Kristine Saastad (NOR)     | AB                     |

| Top Girls Fassa Bortolo-Ghezzi TOG | Top Girls Fassa Bortolo-Ghezzi TOG | Top Girls Fassa Bortolo-Ghezzi TOG |
| ---------------------------------- | ---------------------------------- | ---------------------------------- |
| Num                                | Coureuse                           | Pos                                |
| 141                                | Gloria Presti (ITA)                | 35e                                |
| 142                                | Elena Berlato (ITA)                | AB                                 |
| 143                                | Valentina Carretta (ITA)           | AB                                 |
| 144                                | Sigrid Corneo (SLO) (route)        | AB                                 |
| 145                                | Alessandra D'Ettorre (ITA)         | AB                                 |
| 146                                | Silvia Valsecchi (ITA)             | AB                                 |

| ESGL 93-GSD Gestion ESG | ESGL 93-GSD Gestion ESG | ESGL 93-GSD Gestion ESG |
| ----------------------- | ----------------------- | ----------------------- |
| Num                     | Coureuse                | Pos                     |
| 151                     | Sophie Creux (FRA)      | 29e                     |
| 152                     | Roxane Fournier (FRA)   | AB                      |
| 153                     | Élodie Hegoburu (FRA)   | AB                      |
| 154                     | Aurore Verhoeven (FRA)  | AB                      |

| Bizkaia-Durango BPD | Bizkaia-Durango BPD         | Bizkaia-Durango BPD |
| ------------------- | --------------------------- | ------------------- |
| Num                 | Coureuse                    | Pos                 |
| 161                 | Dorleta Zorrilla (ESP)      | 59e                 |
| 162                 | Cristina Alcalde (ESP)      | AB                  |
| 163                 | Ana Garcia (ESP)            | AB                  |
| 164                 | Catalina Rayó (ESP)         | AB                  |
| 165                 | Anna Sanchis (ESP)          | AB                  |
| 166                 | Ariadna Tudel Cuberes (AND) | AB                  |

| Australie AUS | Australie AUS    | Australie AUS |
| ------------- | ---------------- | ------------- |
| Num           | Coureuse         | Pos           |
| 171           | Tiffany Cromwell | 11e           |
| 172           | Kirsty Broun     | 41e           |
| 173           | Alexis Rhodes    | 61e           |
| 174           | Rachel Neylan    | AB            |
| 175           | Carly Light      | AB            |
| 176           | Amanda Spratt    | AB            |

| Allemagne GER | Allemagne GER       | Allemagne GER |
| ------------- | ------------------- | ------------- |
| Num           | Coureuse            | Pos           |
| 181           | Denise Zuckermandel | AB            |
| 182           | Jana Schemmer       | AB            |
| 183           | Stéphanie Borchers  | AB            |
| 184           | Franziska Merten    | AB            |
| 185           | Laura Dittmann      | AB            |
| 186           | Martina Zwick       | AB            |

| États-Unis USA | États-Unis USA | États-Unis USA |
| -------------- | -------------- | -------------- |
| Num            | Coureuse       | Pos            |
| 191            | Lauren Tamayo  | 33e            |
| 192            | Sinead Miller  | 64e            |
| 193            | Andrea Dvorak  | 68e            |
| 194            | Janel Holcomb  | AB             |
| 195            | Amber Neben    | AB             |
| 196            | Alisha Welsh   | AB             |

| Grande-Bretagne GBR | Grande-Bretagne GBR  | Grande-Bretagne GBR |
| ------------------- | -------------------- | ------------------- |
| Num                 | Coureuse             | Pos                 |
| 201                 | Nicole Cooke (route) | 17e                 |
| 202                 | Lucy Martin          | 30e                 |
| 203                 | Hannah Mayho         | 36e                 |
| 204                 | Katie Colclough      | 60e                 |
| 205                 | Danielle King        | AB                  |

| Canada CAN | Canada CAN             | Canada CAN |
| ---------- | ---------------------- | ---------- |
| Num        | Coureuse               | Pos        |
| 211        | Denise Ramsden         | 37e        |
| 212        | Heather Logan-Sprenger | AB         |
| 213        | Moriah Jo McGregor     | AB         |
| 214        | Joanie Caron           | AB         |
| 215        | Leah Kirchmann         | AB         |
| 216        | Amy Dearden            | AB         |

| Pays-Bas NED | Pays-Bas NED         | Pays-Bas NED |
| ------------ | -------------------- | ------------ |
| Num          | Coureuse             | Pos          |
| 221          | Roxane Knetemann     | 28e          |
| 222          | Amy Pieters          | 54e          |
| 223          | Anne Eversdijk       | 66e          |
| 224          | Anna van der Breggen | AB           |
| 225          | Elise van Hage       | AB           |
| 226          | Jacobien Kanis       | AB           |

| Red Sun Cycling Team RSC | Red Sun Cycling Team RSC | Red Sun Cycling Team RSC |
| ------------------------ | ------------------------ | ------------------------ |
| Num                      | Coureuse                 | Pos                      |
| 1                        | Emma Johansson (SWE)     | 20e                      |
| 2                        | Marie Lindberg (SWE)     | 9e                       |
| 3                        | Mascha Pijnenborg (NED)  | 39e                      |
| 4                        | Inge Klep (NED)          | 47e                      |
| 5                        | Anne Arnouts (BEL)       | 55e                      |
| 6                        | Latoya Brulee (BEL)      | AB                       |

| Cervélo TestTeam CWT | Cervélo TestTeam CWT   | Cervélo TestTeam CWT |
| -------------------- | ---------------------- | -------------------- |
| Num                  | Coureuse               | Pos                  |
| 11                   | Kirsten Wild (NED)     | 14e                  |
| 12                   | Charlotte Becker (GER) | 4e                   |
| 13                   | Sarah Düster (GER)     | 12e                  |
| 14                   | Iris Slappendel (NED)  | 10e                  |
| 15                   | Regina Bruins (NED)    | 27e                  |
| 16                   | Mirjam Melchers (NED)  | 51e                  |

| Nederland Bloeit ARC | Nederland Bloeit ARC       | Nederland Bloeit ARC |
| -------------------- | -------------------------- | -------------------- |
| Num                  | Coureuse                   | Pos                  |
| 21                   | Loes Gunnewijk (NED)       | 1re                  |
| 22                   | Marianne Vos (NED) (route) | 15e                  |
| 23                   | Janneke Busser Kanis (NED) | 26e                  |
| 24                   | Annemiek van Vleuten (NED) | 2e                   |
| 25                   | Suzanne de Goede (NED)     | 44e                  |
| 26                   | Loes Markerink (NED)       | AB                   |

| HTC-Columbia Women TCW | HTC-Columbia Women TCW            | HTC-Columbia Women TCW |
| ---------------------- | --------------------------------- | ---------------------- |
| Num                    | Coureuse                          | Pos                    |
| 31                     | Ina-Yoko Teutenberg (GER) (route) | 18e                    |
| 32                     | Adrie Visser (NED)                | 7e                     |
| 33                     | Noemi Cantele (ITA)               | 13e                    |
| 34                     | Ellen van Dijk (NED)              | 21e                    |
| 35                     | Kimberly Anderson (USA)           | 49e                    |
| 36                     | Linda Villumsen (NZL) (route)     | 67e                    |

| Noris cycling NUR | Noris cycling NUR    | Noris cycling NUR |
| ----------------- | -------------------- | ----------------- |
| Num               | Coureuse             | Pos               |
| 41                | Trixi Worrack (GER)  | 57e               |
| 42                | Angela Brodtka (GER) | 56e               |
| 43                | Stephanie Pohl (GER) | 71e               |
| 44                | Jennifer Hohl (SUI)  | AB                |
| 45                | Marlen Jöhrend (GER) | AB                |
| 46                | Romy Kasper (GER)    | AB                |

| Lotto Ladies LLT | Lotto Ladies LLT             | Lotto Ladies LLT |
| ---------------- | ---------------------------- | ---------------- |
| Num              | Coureuse                     | Pos              |
| 51               | Rochelle Gilmore (AUS)       | 16e              |
| 52               | Grace Verbeke (BEL)          | 24e              |
| 53               | Veronica Andrèasson (SWE)    | 70e              |
| 54               | Annelies Van Doorslaer (BEL) | AB               |
| 55               | Vicki Whitelaw (AUS)         | AB               |

| Valdarno VAD | Valdarno VAD                   | Valdarno VAD |
| ------------ | ------------------------------ | ------------ |
| Num          | Coureuse                       | Pos          |
| 61           | Monia Baccaille (ITA) (route)  | 31e          |
| 62           | Marta Vilajosana (ESP) (route) | 53e          |
| 63           | Bridie O'Donnell (AUS)         | 69e          |
| 64           | Tania Belvederesi (ITA)        | AB           |
| 65           | Martina Corazza (ITA)          | AB           |
| 66           | Tatiana Guderzo (ITA) (route)  | AB           |

| Gauss RDZ Ormu GAU | Gauss RDZ Ormu GAU      | Gauss RDZ Ormu GAU |
| ------------------ | ----------------------- | ------------------ |
| Num                | Coureuse                | Pos                |
| 71                 | Martine Bras (NED)      | 52e                |
| 72                 | Julia Martisova (RUS)   | 23e                |
| 73                 | Giorgia Bronzini (ITA)  | 3e                 |
| 74                 | Giada Borgato (ITA)     | AB                 |
| 75                 | Elena Kuchinskaya (RUS) | AB                 |
| 76                 | Alessandra Borchi (ITA) | AB                 |

| Leontien.nl LNL | Leontien.nl LNL            | Leontien.nl LNL |
| --------------- | -------------------------- | --------------- |
| Num             | Coureuse                   | Pos             |
| 81              | Chantal Blaak (NED)        | 5e              |
| 82              | Monique van de Ree (NED)   | 22e             |
| 83              | Andrea Bosman (NED)        | 38e             |
| 84              | Lucinda Brand (NED)        | 40e             |
| 85              | Anne De Wildt (NED)        | 50e             |
| 86              | Josien van Wingerden (NED) | 65e             |

| Fenixs-Petrogradets FEN | Fenixs-Petrogradets FEN | Fenixs-Petrogradets FEN |
| ----------------------- | ----------------------- | ----------------------- |
| Num                     | Coureuse                | Pos                     |
| 91                      | Irina Molicheva (RUS)   | 34e                     |
| 92                      | Karin Aune (SWE)        | 42e                     |
| 93                      | Corine Hierckens (BEL)  | 48e                     |
| 94                      | Urtė Juodvalkytė (LTU)  | AB                      |
| 95                      | Monica Holler (SWE)     | AB                      |
| 96                      | Linn Torp (NOR) (route) | AB                      |

| SC Michela Fanini Record Rox MIC | SC Michela Fanini Record Rox MIC | SC Michela Fanini Record Rox MIC |
| -------------------------------- | -------------------------------- | -------------------------------- |
| Num                              | Coureuse                         | Pos                              |
| 101                              | Barbara Guarischi (ITA)          | 19e                              |
| 102                              | Giulia Lazzerini (ITA)           | 25e                              |
| 103                              | Alice Marmorini (ITA)            | 58e                              |
| 104                              | Serena Mensa (ITA)               | AB                               |
| 105                              | Martina Růžičková (CZE) (route)  | AB                               |
| 106                              | Nina Ovcharenko (UKR)            | AB                               |

| MTN MTW | MTN MTW                     | MTN MTW |
| ------- | --------------------------- | ------- |
| Num     | Coureuse                    | Pos     |
| 111     | Carla Swart (RSA)           | 8e      |
| 112     | Trine Schmidt (DEN)         | AB      |
| 113     | Marissa van der Merwe (RSA) | AB      |
| 114     | Lylanie Lauwrens (RSA)      | AB      |
| 115     | Robyn de Groot (RSA)        | AB      |

| Tibco-To the Top TIB | Tibco-To the Top TIB      | Tibco-To the Top TIB |
| -------------------- | ------------------------- | -------------------- |
| Num                  | Coureuse                  | Pos                  |
| 121                  | Brooke Miller (USA)       | 6e                   |
| 122                  | Emma Mackie (AUS)         | 45e                  |
| 123                  | Joanne Kiesanowski (NZL)  | 46e                  |
| 124                  | Ruth Corset (AUS) (route) | 63e                  |
| 125                  | Megan Guarnier (USA)      | AB                   |
| 126                  | Devon Haskell (USA)       | AB                   |

| Hitec Products-UCK HPU | Hitec Products-UCK HPU     | Hitec Products-UCK HPU |
| ---------------------- | -------------------------- | ---------------------- |
| Num                    | Coureuse                   | Pos                    |
| 131                    | Sara Mustonen (SWE)        | 32e                    |
| 132                    | Isabelle Söderberg (SWE)   | 43e                    |
| 133                    | Frøydis Meen Wærsted (NOR) | 62e                    |
| 134                    | Tone Hatteland Lima (NOR)  | AB                     |
| 135                    | Jacqueline Hahn (AUT)      | AB                     |
| 136                    | Kristine Saastad (NOR)     | AB                     |

| Top Girls Fassa Bortolo-Ghezzi TOG | Top Girls Fassa Bortolo-Ghezzi TOG | Top Girls Fassa Bortolo-Ghezzi TOG |
| ---------------------------------- | ---------------------------------- | ---------------------------------- |
| Num                                | Coureuse                           | Pos                                |
| 141                                | Gloria Presti (ITA)                | 35e                                |
| 142                                | Elena Berlato (ITA)                | AB                                 |
| 143                                | Valentina Carretta (ITA)           | AB                                 |
| 144                                | Sigrid Corneo (SLO) (route)        | AB                                 |
| 145                                | Alessandra D'Ettorre (ITA)         | AB                                 |
| 146                                | Silvia Valsecchi (ITA)             | AB                                 |

| ESGL 93-GSD Gestion ESG | ESGL 93-GSD Gestion ESG | ESGL 93-GSD Gestion ESG |
| ----------------------- | ----------------------- | ----------------------- |
| Num                     | Coureuse                | Pos                     |
| 151                     | Sophie Creux (FRA)      | 29e                     |
| 152                     | Roxane Fournier (FRA)   | AB                      |
| 153                     | Élodie Hegoburu (FRA)   | AB                      |
| 154                     | Aurore Verhoeven (FRA)  | AB                      |

| Bizkaia-Durango BPD | Bizkaia-Durango BPD         | Bizkaia-Durango BPD |
| ------------------- | --------------------------- | ------------------- |
| Num                 | Coureuse                    | Pos                 |
| 161                 | Dorleta Zorrilla (ESP)      | 59e                 |
| 162                 | Cristina Alcalde (ESP)      | AB                  |
| 163                 | Ana Garcia (ESP)            | AB                  |
| 164                 | Catalina Rayó (ESP)         | AB                  |
| 165                 | Anna Sanchis (ESP)          | AB                  |
| 166                 | Ariadna Tudel Cuberes (AND) | AB                  |

| Australie AUS | Australie AUS    | Australie AUS |
| ------------- | ---------------- | ------------- |
| Num           | Coureuse         | Pos           |
| 171           | Tiffany Cromwell | 11e           |
| 172           | Kirsty Broun     | 41e           |
| 173           | Alexis Rhodes    | 61e           |
| 174           | Rachel Neylan    | AB            |
| 175           | Carly Light      | AB            |
| 176           | Amanda Spratt    | AB            |

| Allemagne GER | Allemagne GER       | Allemagne GER |
| ------------- | ------------------- | ------------- |
| Num           | Coureuse            | Pos           |
| 181           | Denise Zuckermandel | AB            |
| 182           | Jana Schemmer       | AB            |
| 183           | Stéphanie Borchers  | AB            |
| 184           | Franziska Merten    | AB            |
| 185           | Laura Dittmann      | AB            |
| 186           | Martina Zwick       | AB            |

| États-Unis USA | États-Unis USA | États-Unis USA |
| -------------- | -------------- | -------------- |
| Num            | Coureuse       | Pos            |
| 191            | Lauren Tamayo  | 33e            |
| 192            | Sinead Miller  | 64e            |
| 193            | Andrea Dvorak  | 68e            |
| 194            | Janel Holcomb  | AB             |
| 195            | Amber Neben    | AB             |
| 196            | Alisha Welsh   | AB             |

| Grande-Bretagne GBR | Grande-Bretagne GBR  | Grande-Bretagne GBR |
| ------------------- | -------------------- | ------------------- |
| Num                 | Coureuse             | Pos                 |
| 201                 | Nicole Cooke (route) | 17e                 |
| 202                 | Lucy Martin          | 30e                 |
| 203                 | Hannah Mayho         | 36e                 |
| 204                 | Katie Colclough      | 60e                 |
| 205                 | Danielle King        | AB                  |

| Canada CAN | Canada CAN             | Canada CAN |
| ---------- | ---------------------- | ---------- |
| Num        | Coureuse               | Pos        |
| 211        | Denise Ramsden         | 37e        |
| 212        | Heather Logan-Sprenger | AB         |
| 213        | Moriah Jo McGregor     | AB         |
| 214        | Joanie Caron           | AB         |
| 215        | Leah Kirchmann         | AB         |
| 216        | Amy Dearden            | AB         |

| Pays-Bas NED | Pays-Bas NED         | Pays-Bas NED |
| ------------ | -------------------- | ------------ |
| Num          | Coureuse             | Pos          |
| 221          | Roxane Knetemann     | 28e          |
| 222          | Amy Pieters          | 54e          |
| 223          | Anne Eversdijk       | 66e          |
| 224          | Anna van der Breggen | AB           |
| 225          | Elise van Hage       | AB           |
| 226          | Jacobien Kanis       | AB           |

Les dossards sont mal connus.